# Orden del Arca de Oro
La Excelentísima Orden del Arca de Oro (en neerlandés: 'Orde van de Gouden Ark') es una condecoración creada por el príncipe Bernardo de Lippe-Biesterfeld en 1971.
Se otorga a personas que hayan contribuido de forma muy importante a la conservación de la Naturaleza.
Esta condecoración ha sido reconocida como oficial por el Estado de los Países Bajos.